# Clare College
Clare College est l'un des 31 collèges de l'université de Cambridge au Royaume-Uni. Fondé en 1326 sous le nom d'University Hall puis de Clare Hall, il est le 2e plus ancien collège de Cambridge. Le college a produit 3 Prix Nobel et un Premier ministre britannique. Il est également connu pour son chœur de chambre de très haut niveau qui se produit dans le monde entier.

## Histoire

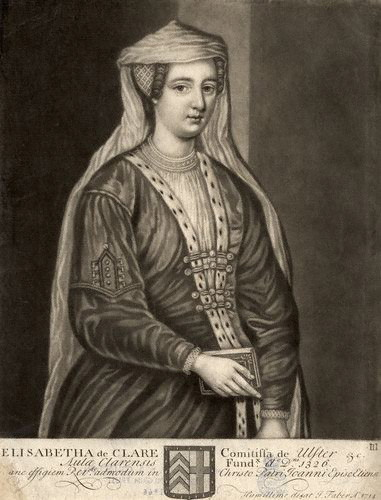
Élisabeth de Clare, bienfaitrice du Clare College en 1338.

Le collège est bâti sur des terrains achetés en 1298 par l'Université de Cambridge. Clare College a d'abord été fondé en 1326 par Richard Badew, alors chancelier de toute l'Université de Cambridge, sous le nom de University Hall. Sa date de fondation en fait le 2e plus ancien collège de Cambridge, 42 ans après la fondation de Peterhouse, premier collège de l'Université.
En 1338, il est refondé grâce à la fortune d'Élisabeth de Clare, petite-fille du roi Édouard Ier d'Angleterre. Il prend le nom de son bienfaiteur dès l'année suivante, en 1339, en devenant ainsi le Clare Hall. Le collège n'était alors prévu que pour accueillir 50 étudiants dont 10 étudiants « pauvres », dont les frais auraient été à la charge de l'université. L'histoire du Clare Hall durant les siècles successifs et assez méconnue, notamment à cause de l'incendie qui ravagea Cambridge en 1521. La liste des différents recteurs (masters) depuis sa fondation a toutefois été conservée et on compte notamment parmi eux le philosophe platonicien Ralph Cudworth. De plus, l'on sait qu'au cours du XVe siècle, le collège s'est battu à de multiples reprises pour rester indépendant vis-à-vis du diocèse de l'évêque d'Ely. C'est également vers cette période qu'il commence à s'agrandir et à augmenter de manière importante son nombre d'élèves.
Au XVIe siècle, le collège se fait remarquer pour avoir eu comme fellow (membre, étudiant) l'évêque Hugh Latimer qui, devenu un des principaux leaders de la Réforme protestante en Angleterre, sera persécuté puis brûlé vif à Oxford en 1555. Cet épisode influencera fortement l'avenir du Clare College et une salle y a d'ailleurs été nommée en l'honneur de Latimer.
En 1638 débute la construction de la Old Court, sur le bord de la rivière Cam, qui est aujourd'hui le bâtiment principal du collège. Elle ne se terminera que 77 ans plus tard, en 1715. Certains supposent que son architecte fut Inigo Jones, considéré comme le premier des grands architectes classiques anglais, mais il est impossible de le certifier.
Le collège conserve son nom de Clare Hall jusqu'en 1856, date à laquelle il prend son nom actuel de Clare College. Il est intéressant de noter qu'en 1966, il sera lui-même à l'origine de la fondation d'un autre collège, le Clare Hall.
Durant le début du XXe siècle, à cause du nombre toujours plus important d'étudiants, le Clare College se voit forcé d'étendre ses bâtiments. En 1926 est donc construit la Memorial Court, faisant face à la Old Court mais située de l'autre côté de la rivière, selon les plans de l'architecte Giles Gilbert Scott, célèbre pour être le concepteur des cabines téléphoniques rouges. En 1986 ouvrira aussi la Forbes Mellon Library, grande bibliothèque du Clare College.
En 1972, le Clare College devient un des trois premiers collèges de Cambridge (avec le King's College et le Churchill College) à admettre des femmes. De tradition progressiste, il est également un pionnier dans l'encouragement de la transparence du processus d'admission des étudiants.

## Symboles

Blason du Clare College.
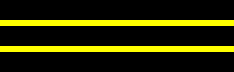
Couleurs du Clare College.

## Bâtiments

### Clare Bridge
Le Clare Bridge a été bâti en 1639-1640 sur les plans de l'architecte Thomas Grumbold, ce qui en fait le plus ancien de ponts de Cambridge.

### Memorial Court
Le Clare Bridge, qui traverse la rivière Cam, relie la Old Court à la Memorial Court. Cette-dernière a été bâtie en 1926 selon les plans de l'architecte Giles Gilbert Scott, célèbre également pour être le concepteur des cabines téléphoniques rouges.

### Galerie d'images

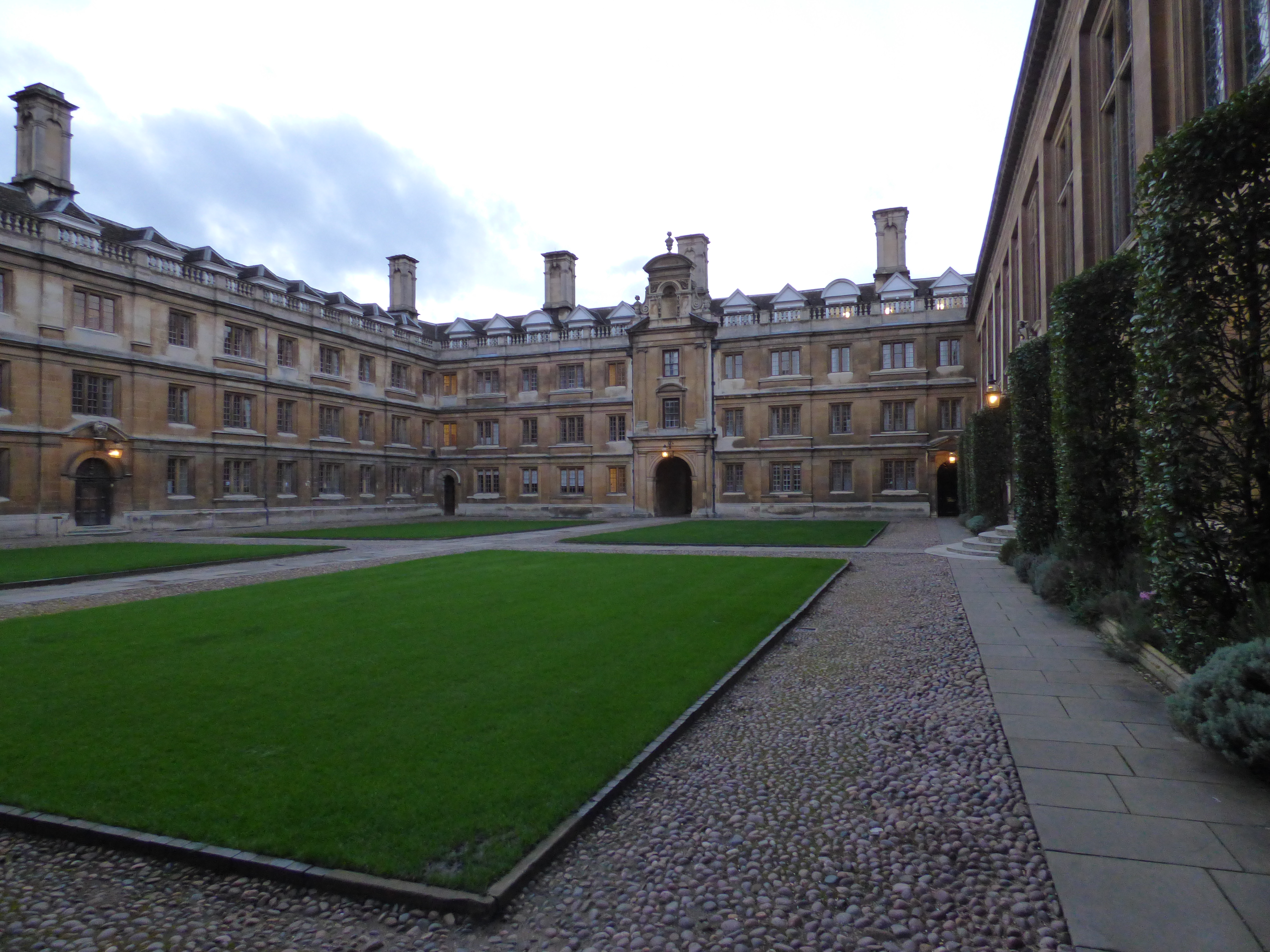
La Old Court en hiver.
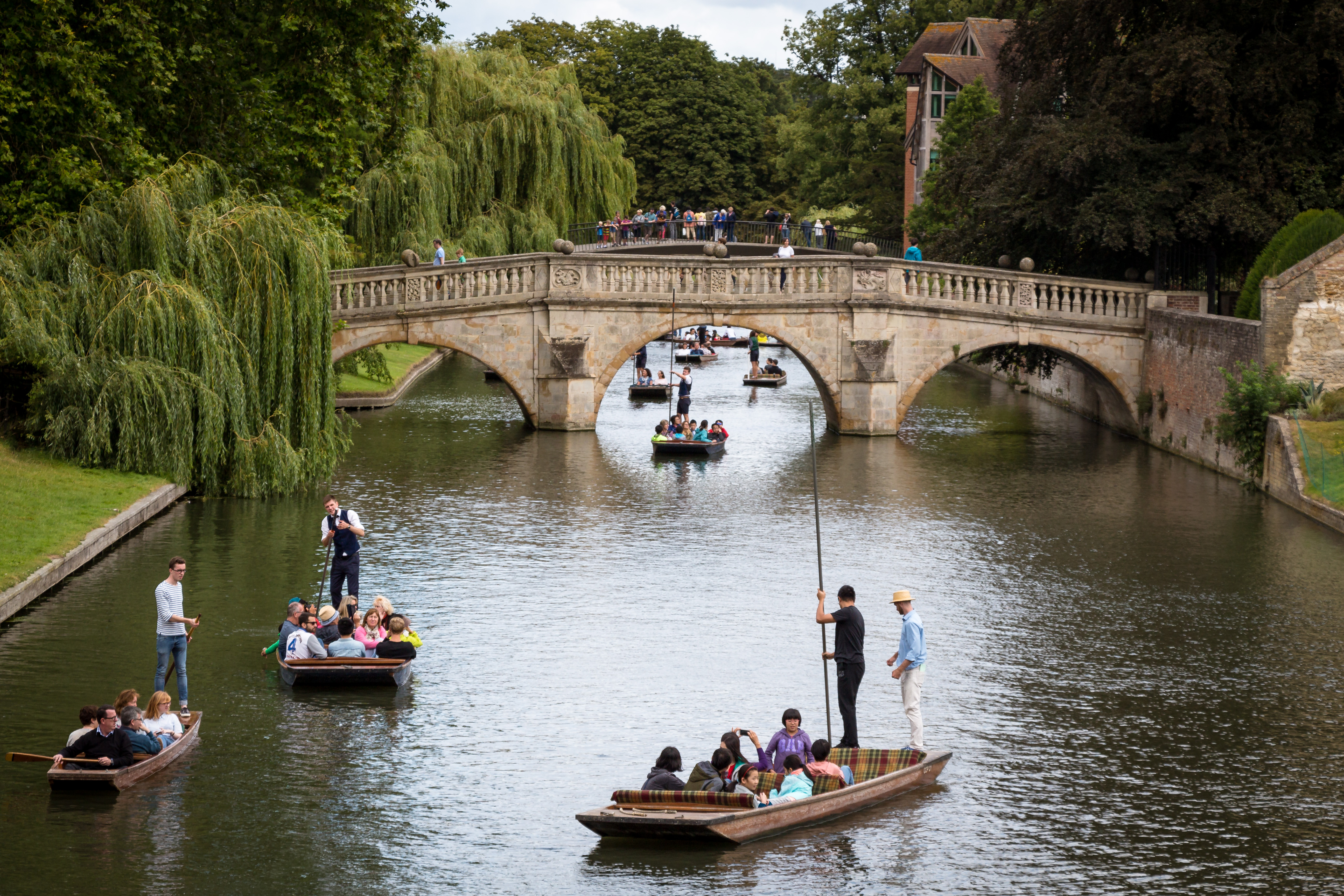
Le Clare Bridge, sur la rivière Cam.
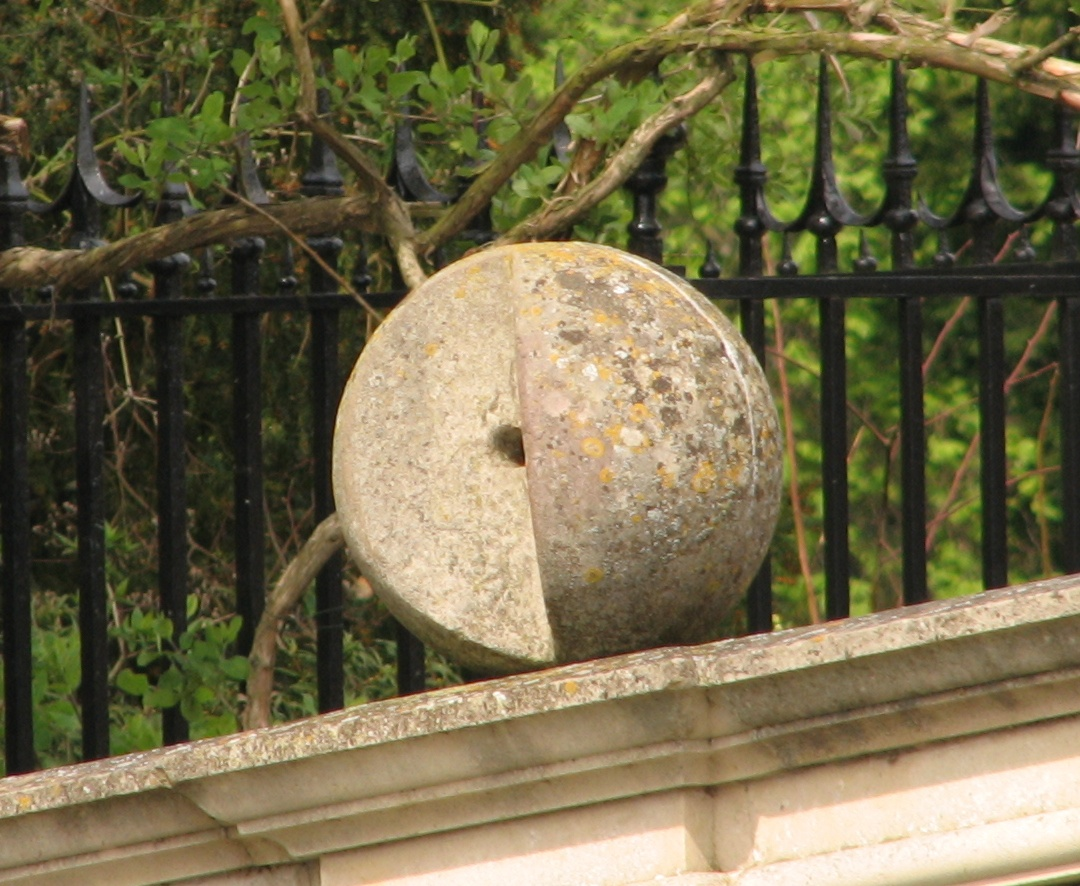
Clare Bridge.
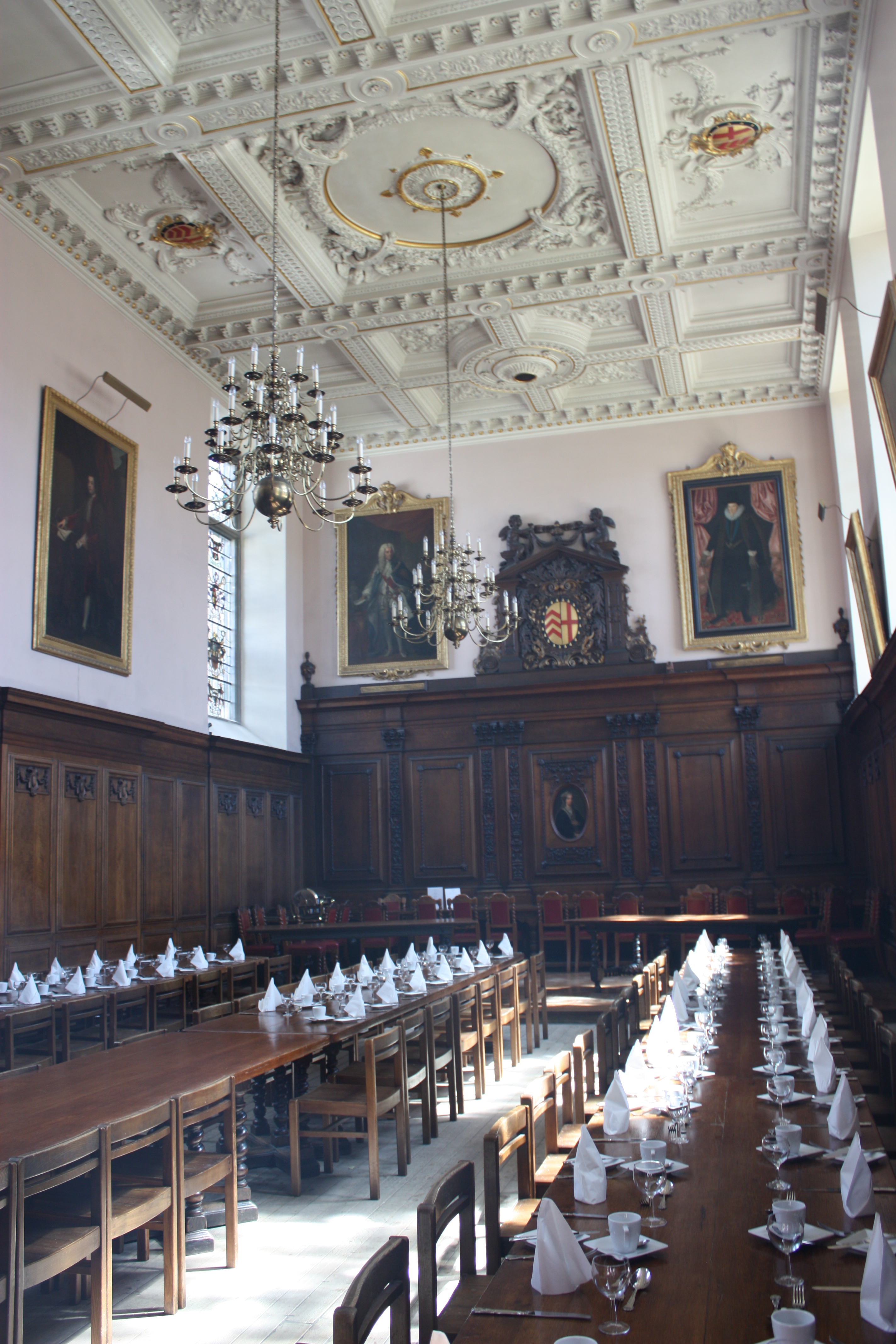
Intérieur du Great Hall.
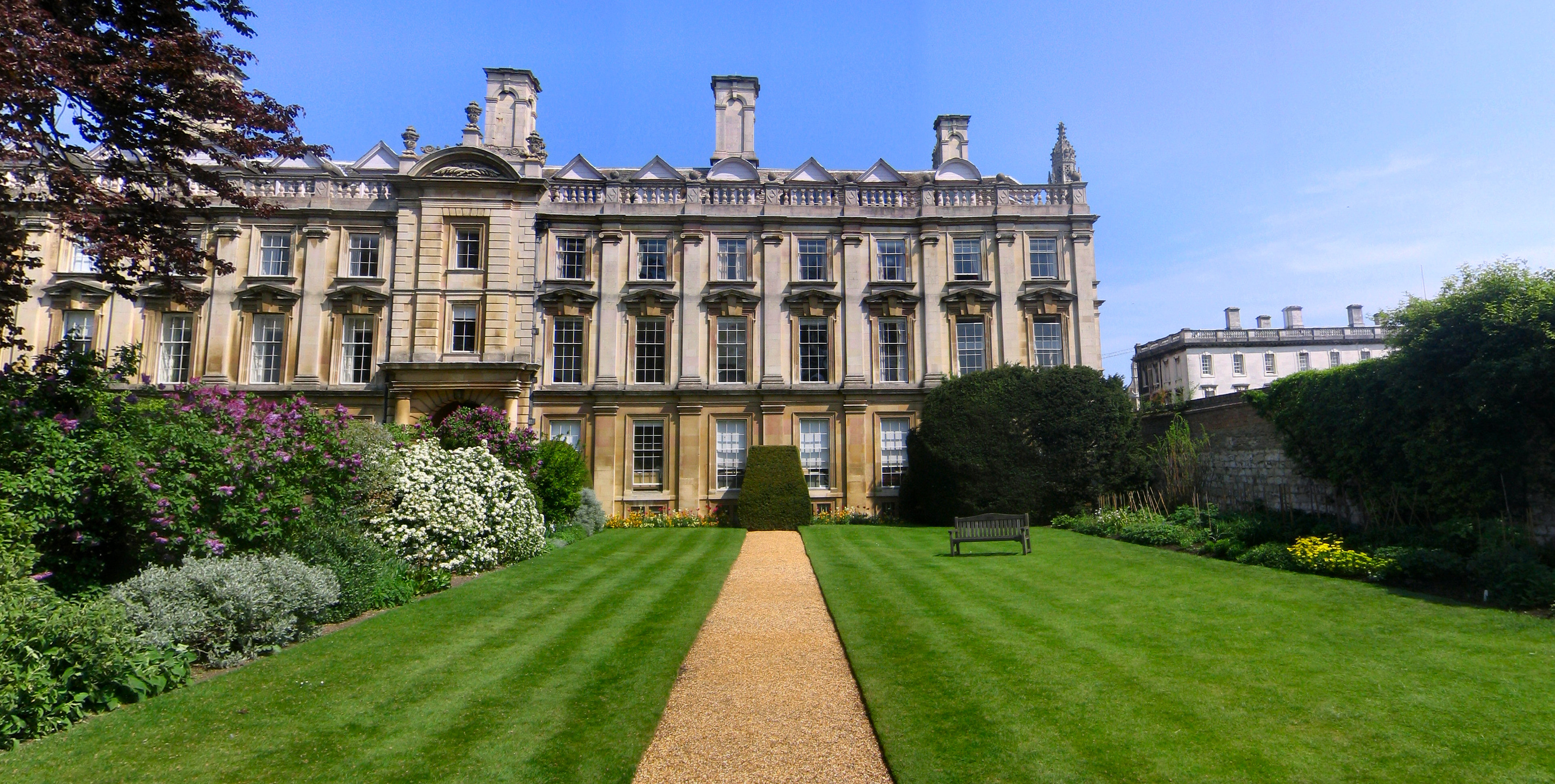
Le Scholars' Garden.
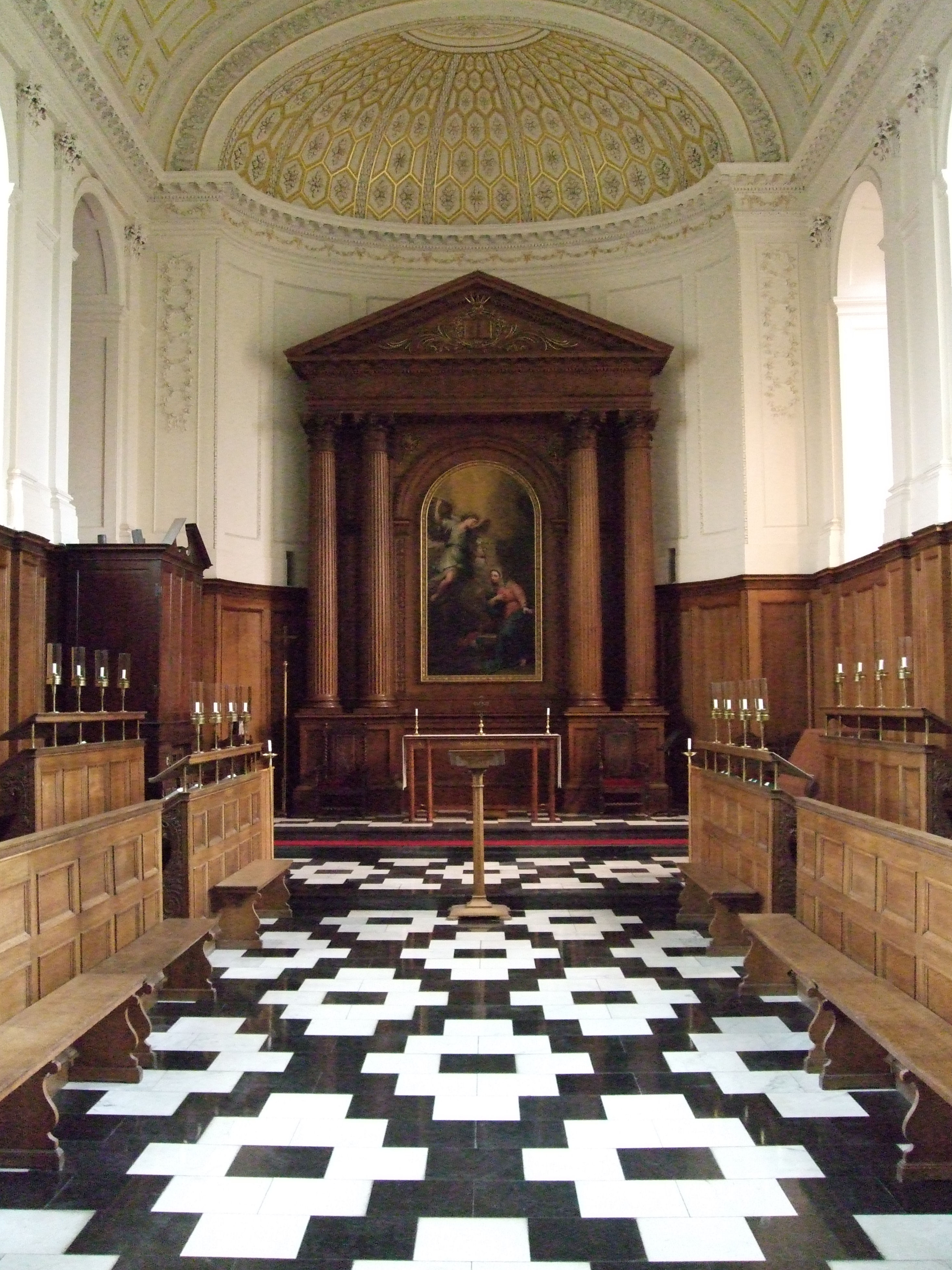
La chapelle du College.
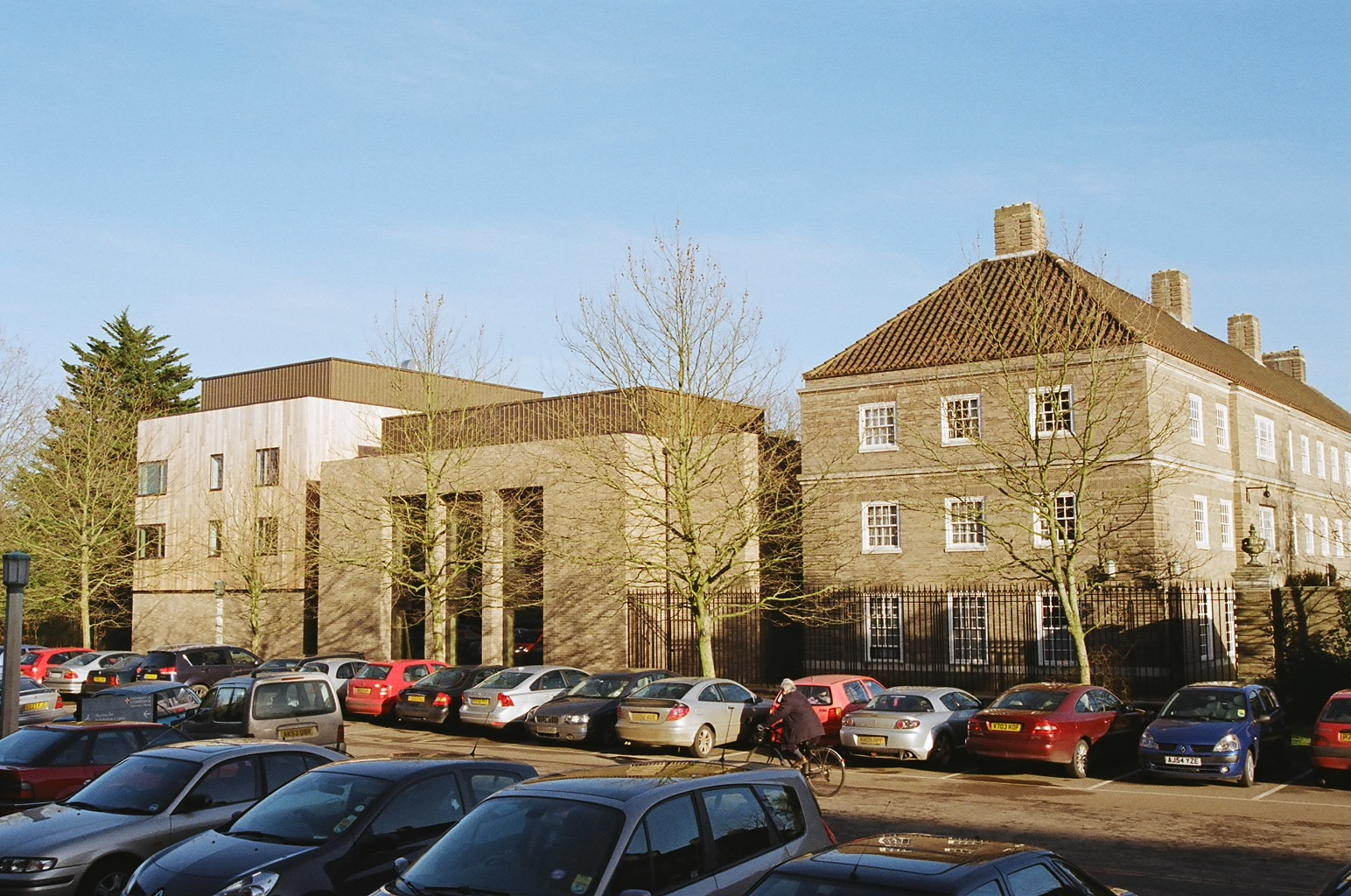
La Lerner Court.
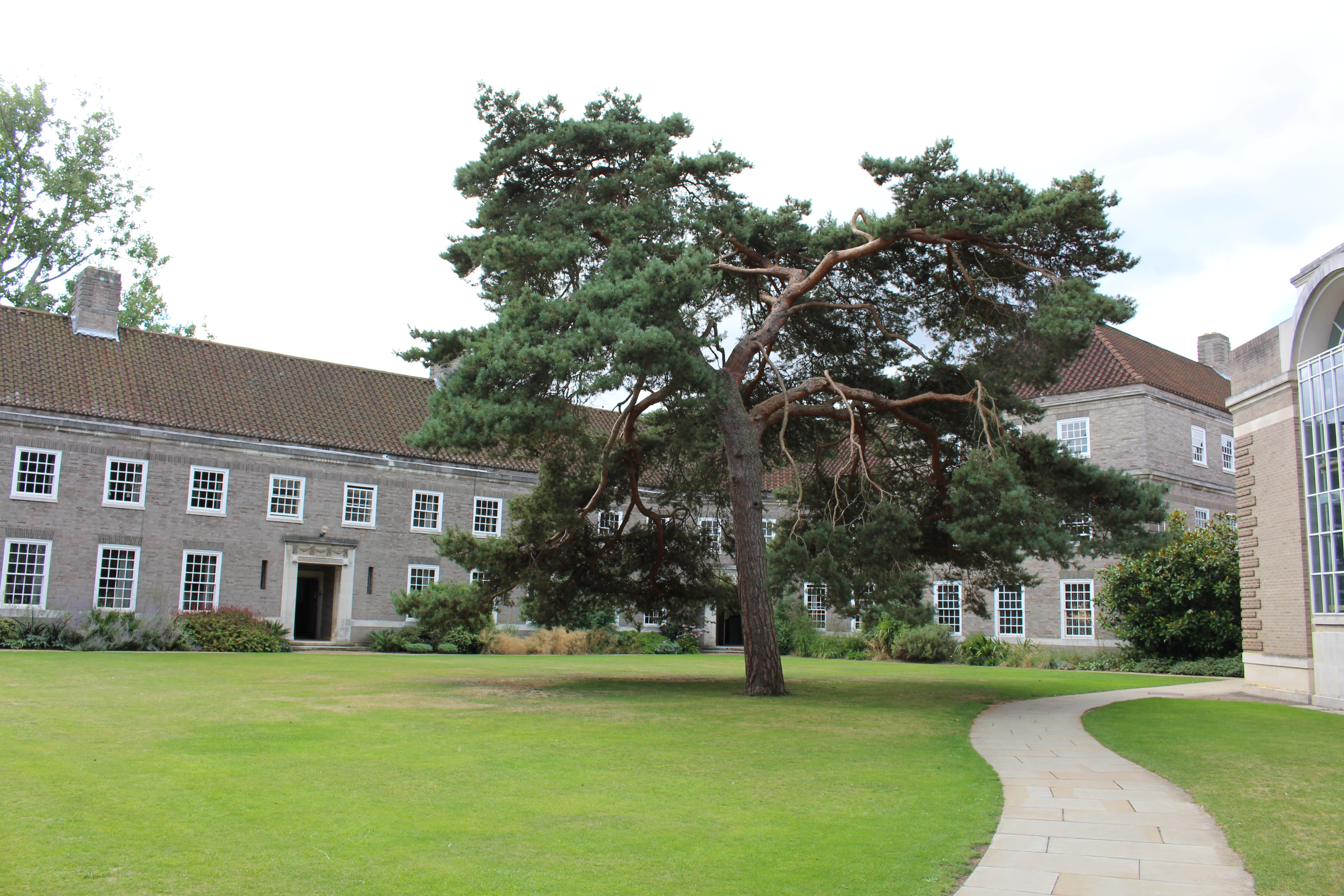
La Memorial Court.
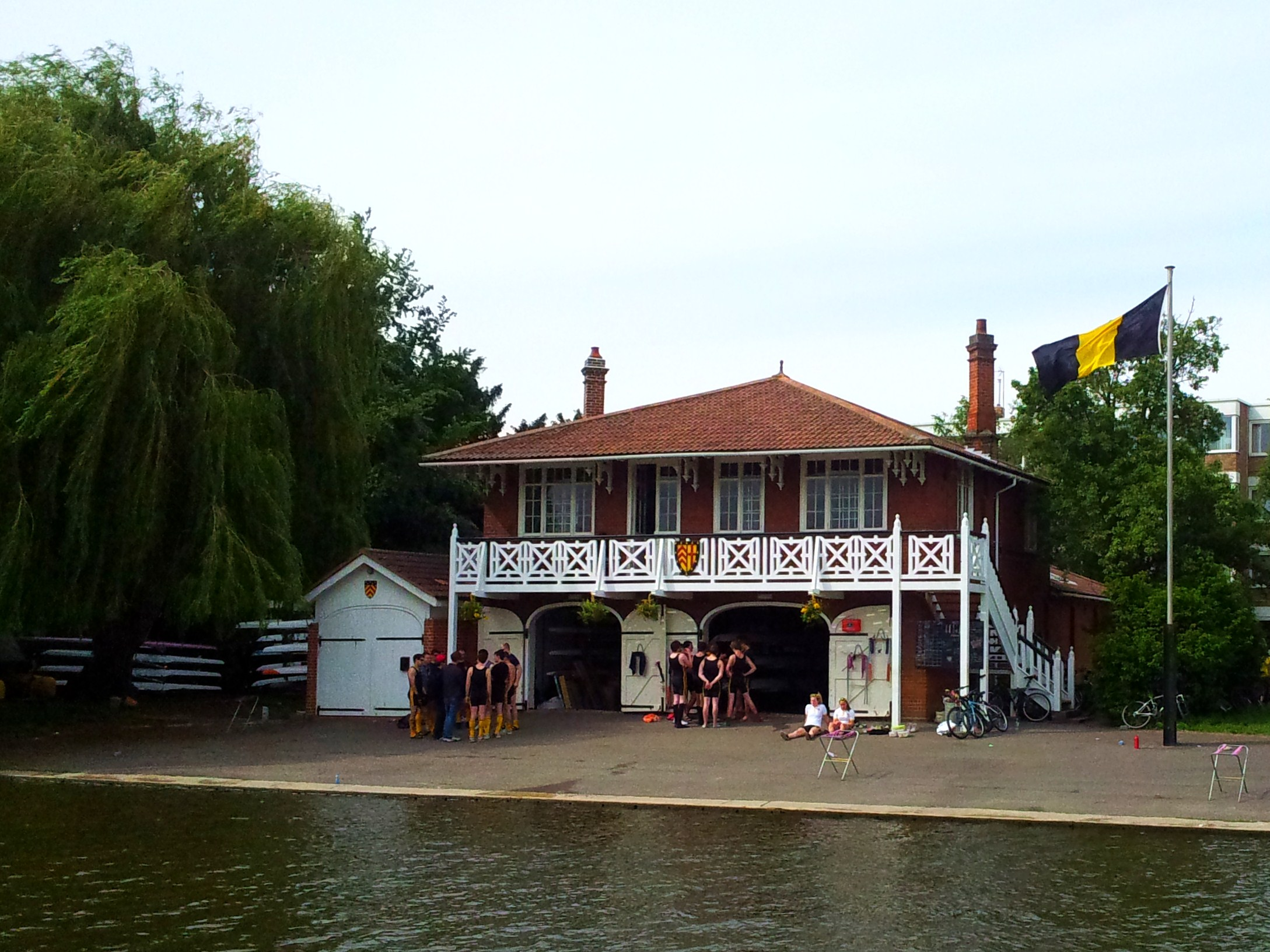
Le hangar à bateaux.
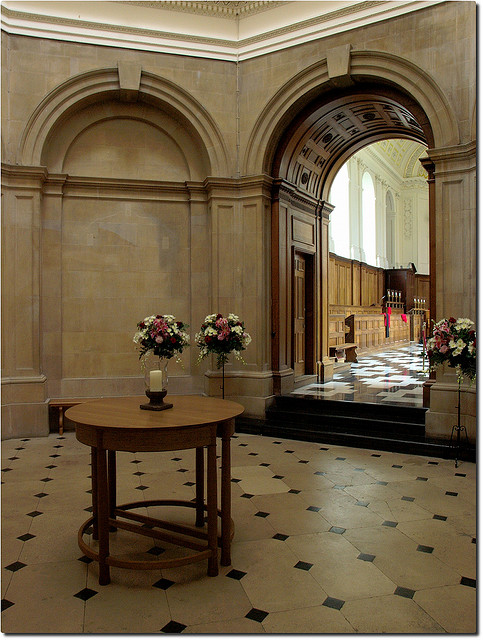
La chapelle du College.
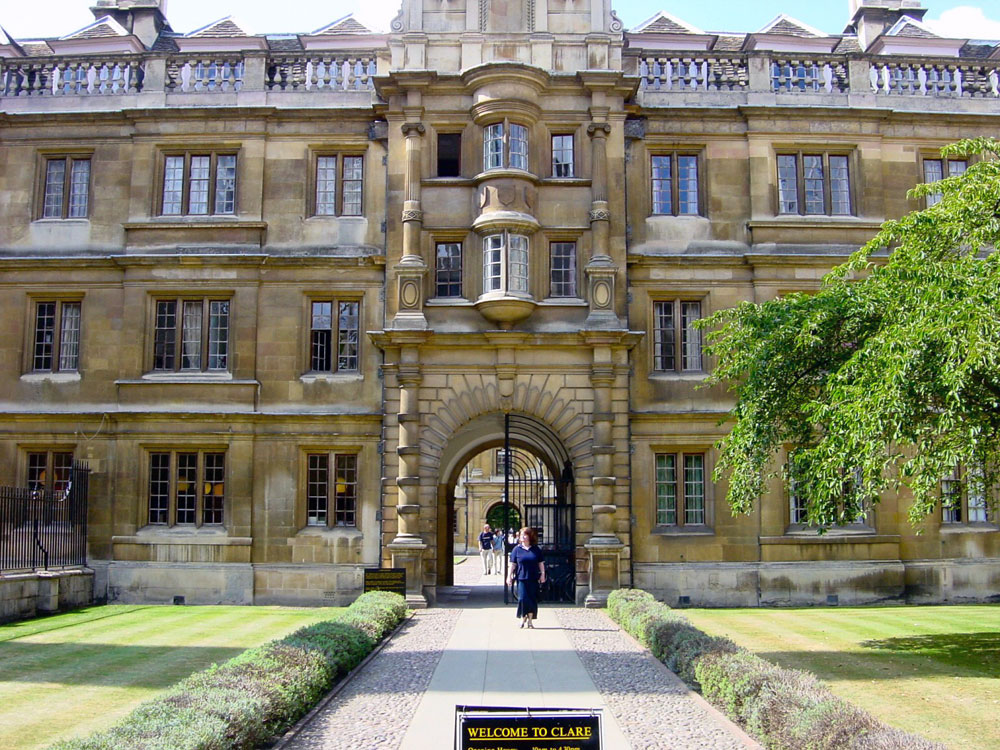
L'entrée principale de Clare College.

## Classement académique
Les résultats dans le tableau ci-dessous montre le classement du Clare College au sein des 31 collèges de l'université de Cambridge, réalisé par le Tompkins Table en prenant en compte les notes moyennes de chaque collèges obtenues par ses étudiants du premier cycle universitaire (undergraduate) lors de l'examen de fin d'année.
| Année                            | 2003 | 2004 | 2005 | 2006 | 2007 | 2008 | 2009 | 2010 | 2011 | 2012 | 2013 | 2014 | 2015 | 2016 | 2017 |
| -------------------------------- | ---- | ---- | ---- | ---- | ---- | ---- | ---- | ---- | ---- | ---- | ---- | ---- | ---- | ---- | ---- |
| Positionnement (sur 31 collèges) | 6    | 4    | 9    | 12   | 17   | 13   | 18   | 8    | 4    | 11   | 11   | 8    | 15   | 18   | 13   |

## Personnalités liées

### Masters of Clare College
Les Masters of Clare College sont l'équivalent du directeur ou du président du college. Depuis octobre 2014, l'actuel master du Clare College est Anthony Grabiner, ancien barrister et membre du Parti travailliste siégeant à la Chambre des lords. Ce-dernier a succédé à Anthony Badger, un académicien et historien spécialiste de la politique contemporaine de l'Amérique du Sud, et à Bob Hepple, un académicien célèbre pour son rôle dans la lutte anti-apartheid.

### Anciens étudiants
3 Prix Nobel
- Tim Hunt - biochimiste
- James D. Watson - généticien et biochimiste
- Norman Foster Ramsey - physicien

Sciences naturelles, mathématiques et architecture
- David Attenborough - chercheur naturaliste et réalisateur
- Edward Bullard - géophysicien
- Harry Shapland Colt - architecte paysagiste
- David Deutsch - physicien
- Clement Vavasor Durell - mathématicien
- Martin Folkes - mathématicien, numismate et astronome
- Frances Kirwan - mathématicienne
- Peter J. Landin - chercheur en informatique
- Nicholas John Shackleton - géologue et climatologue
- Rupert Sheldrake - biochimiste et parapsychologue
- Richard Taylor - mathématicien
- Andrew Wiles - mathématicien
- Alfred Young - mathématicien
- John Gilmour - botaniste

Littérature
- Peter Ackroyd - romancier et critique littéraire
- John Berryman - poète
- Gerald Duckworth - éditeur
- Peter Henry Emerson - écrivain et photographe
- Nick Harkaway - écrivain de science-fiction
- Christopher Landon - romancier
- China Miéville - écrivain de science-fiction
- Douglas Rutherford - romancier
- Siegfried Sassoon - poète et écrivain
- William Whitehead - poète et dramaturge

Religion
- Henry Barrowe - puritain anglais séparatiste et martyr
- Richard Bauckham - théologien
- Hugh Latimer - théologien et martyr protestant
- Thomas Merton - moine trappiste
- John Tillotson - archevêque de Cantorbéry
- Walter Weston - ecclésiastique et alpiniste
- Rowan Williams - archevêque de Cantorbéry
- Richard Williamson - évêque catholique traditionaliste

Musique et cinéma
- Ayo Bankole - compositeur nigérian
- Christian Coulson - acteur
- Richard Egarr - claveciniste et chef d'orchestre
- Trent Ford - acteur
- Patrick Gowers - compositeur
- Georgie Henley - actrice
- Andrew Manze - violoniste et chef d'orchestre
- Richard Middleton - professeur de musique
- Roger Norrington - chef d'orchestre
- John Rutter - compositeur et chef de chœur
- Jeremy Thurlow - compositeur et critique musical
- Stephen Wyatt - scénariste
- Dan Zeff - scénariste et réalisateur

Sport
- Frederick Alderson - rugbyman
- Andrew Amos - footballeur
- Tom McGown - rugbyman

Militaire et politique
- Kenneth Campbell - aviateur
- Charles Cornwallis - général
- Geoffrey de Freitas - homme politique et diplomate
- Tomislav Karađorđević - prétendant au trône yougoslave
- Peter Lilley - homme politique
- Matthew Parris - homme politique et journaliste
- Thomas Pelham-Holles - Premier ministre britannique
- David G. P. Taylor - homme politique et homme d'affaires
- Thomas Townshend - homme politique et ministre
- Charles Warton - avocat et homme politique
- Michael Wills - député et ministre

Sciences humaines et sociales
- Anthony Appiah - philosophe
- David Cannadine - historien
- Hector Munro Chadwick - philologue et historien
- Ralph Cudworth - philosophe
- Henry Louis Gates - historien spécialiste de l'histoire et la culture afro-américaine
- Anton Gill - historien et écrivain
- Edmund Leach - anthropologue
- Paul Mellon - entrepreneur, philanthrope et mécène
- James Rendel Harris - paléographe et théologien
- Jonathan Spence - historien spécialiste de la Chine
- William Whiston - historien et mathématicien

Droit juridique
- Akima Paul Lambert  - Avocate britannique